# Alaksandu
Vous lisez un « bon article » labellisé en 2017.
Alaksandu est un roi de Wilusa, une cité-État d'Anatolie (Asie mineure), actif vers 1280 av. J.-C., date à laquelle il signe un traité avec l'empereur hittite Muwatalli II, traité qui constitue la seule source sur sa vie. Vraisemblablement d'origine non-hittite, peut-être grecque, il accède apparemment au pouvoir par des voies non conventionnelles et dans des conditions difficiles : le territoire de Wilusa est envahi et peut-être occupé par un ennemi de l'empire hittite, Piyama-Radu.
Alaksandu pourrait avoir inspiré le personnage mythologique de Pâris Alexandre : outre la similitude du prénom, il est l'un des trois rois identifiés de l'équivalent historique de Troie, Wilusa.

## Sources

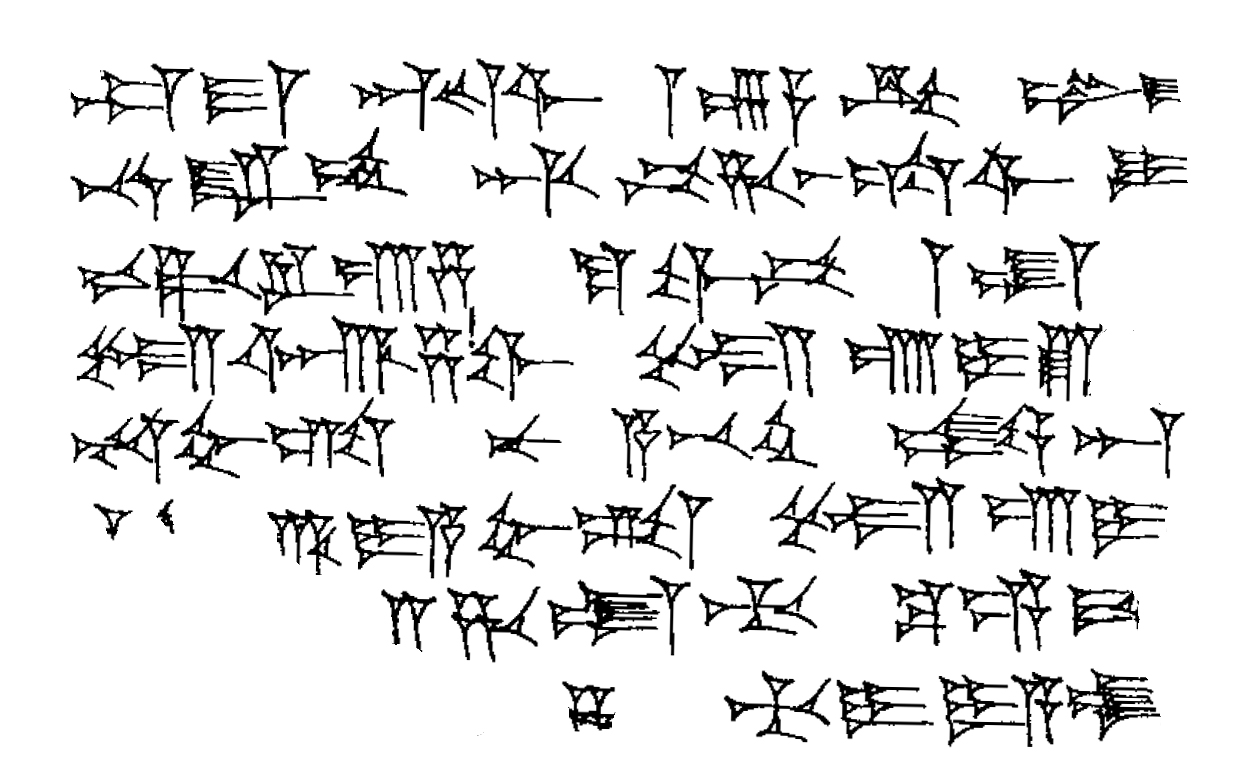
Paul Kretschmer identifia Alaksandu avec ce fragment du traité (Bo 2403)

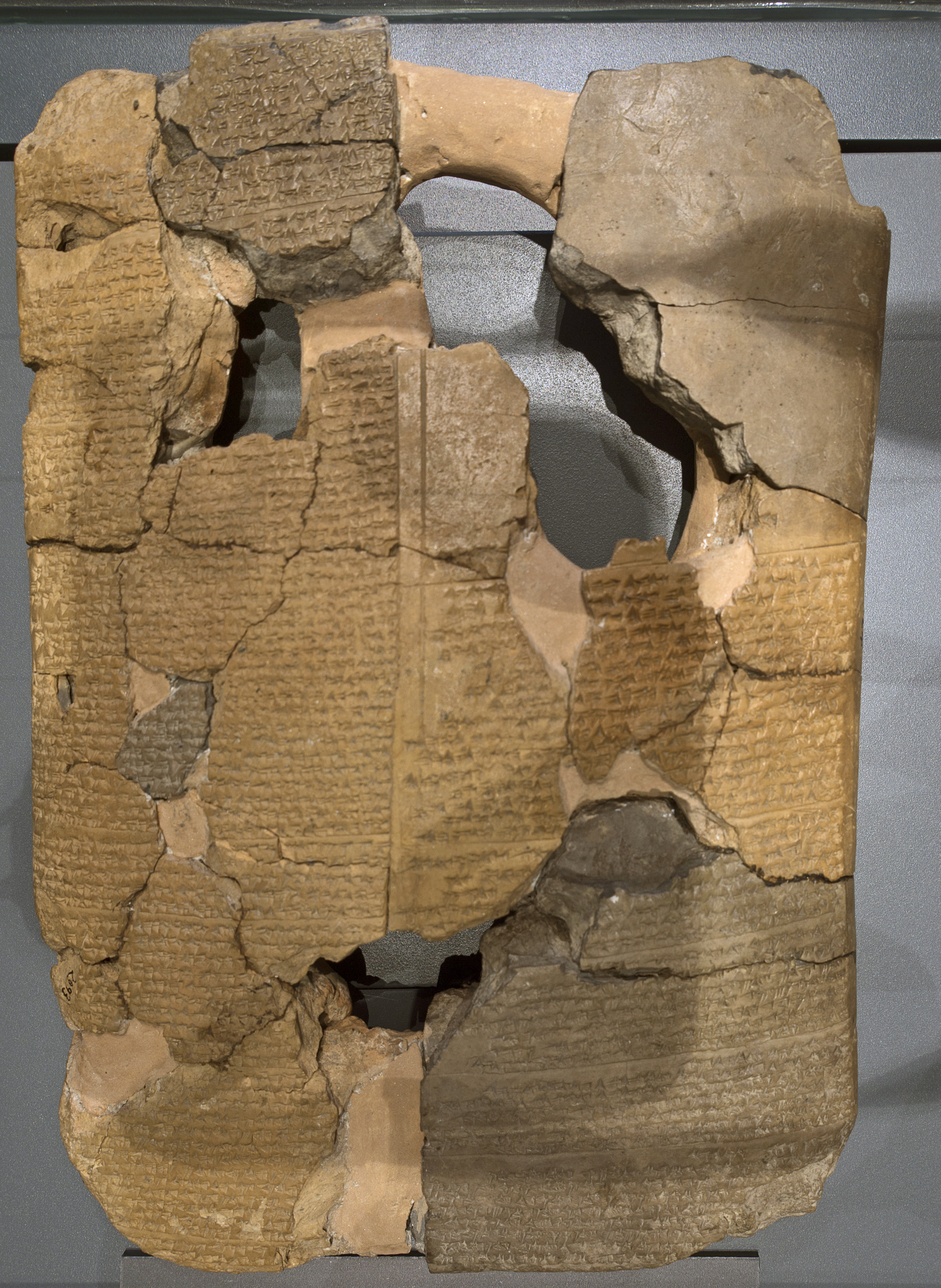
Fragments de la tablette du traité entre Alaksandu et Muwatalli II, présentés au Musée de Troie.

L'existence et la vie d'Alaksandu — écrit aussi Alakshandu ou Alakschandu — ont été établies à partir d'un document diplomatique du roi hittite Muwatalli II, gravé en langue louvite sur deux tablettes retrouvées en 1907 par Hugo Winckler sur le site de Boğazkale,. Ce document fait partie des archives impériales retrouvées dans la capitale hittite, Hattusa. Si le préambule est assez endommagé, l'essentiel du texte a été préservé. Dès 1924, soit neuf ans après le déchiffrement de la langue hittite en 1915, le linguiste Paul Kretschmer lui consacre l'une des premières études détaillées. Il émet l'hypothèse que la cité-État de Wilusa correspondrait à l'un des noms de Troie : Ilios. L'évolution phonologique du grec ancien permet en effet de supposer que le mot Ilios, dans l'Iliade, se prononçait Wilios quelques siècles plus tôt.
Le document contient l'une des listes les mieux attestées de témoins divins, soit une liste de divinités usuellement invoquées pour placer l'engagement sous de bons augures. La rédaction respecte un canevas usuel dans les traités diplomatiques hittites : un préambule rappelle les circonstances historiques ayant préludé à sa signature, puis le texte insiste sur la dépendance du monarque vassal à l'empire (qui a autorisé son accession au pouvoir), émet plusieurs injonctions à respecter cette allégeance et énonce finalement plusieurs avertissements dans l'éventualité où le traité ne serait pas respecté.
Sans mentionner explicitement Alaksandu, un autre document couvre un événement majeur de son règne (ou de son accession au pouvoir) : un passage fragmentaire d'une correspondance du roi du Bakırçay, Manapa-Tarhunda (en), à Muwatalli II, retrace les offensives militaires de Piyama-Radu contre Wilusa. Il n'existe aucune source sur ces événements en provenance de Wilusa ou de la localisation géographique la plus probable de son centre administratif, le site archéologique de Troie : « ce que nous savons nous vient presque entièrement d'une perspective hittite ».

## Contexte politique

Essai de reconstitution des régions de l'empire hittite. Le royaume de Wilusa est à la pointe nord-ouest de l'Anatolie, un peu à l'écart de l'Arzawa auquel il est ponctuellement rattaché.

Lorsque Alaksandu accède au pouvoir, vers le début du XIIIe siècle av. J.-C., Wilusa est déjà depuis plusieurs siècles dans la sphère d'influence hittite. Dans le traité, l'Empereur rappelle que le petit royaume a été conquis sous le « règne du labarna, mon ancêtre ». La traduction de labarna n'est pas assurée, mais le terme pourrait faire référence au fondateur de l'Empire, Anitta, qui régnait vers 1600 av. J.-C. : « Wilusa aurait été un État-client […] des Hittites pendant plus de 300 ans ».
D'autres mentions de Wilusa dans la correspondance royale hittite suggèrent le rôle commercial important joué par la cité en tant que point de contact privilégié entre le monde égéen et l'Anatolie (Asie Mineure). Le site archéologique de Troie connaît, au même moment, une expansion notable (la surface occupée est multipliée par dix) : il peut subvenir à une population de 5 000 à 10 000 habitants, soit une taille comparable à d'autres grandes cités d'alors comme Ougarit. Wilusa fait alors partie d'un ensemble géopolitique plus large, l'Arzawa, qui comprend le royaume historique d'Arzawa ainsi que trois autres États-clients des Hittites : l'Hapalla (couvrant une partie de la Phrygie), Mira-Kuwaliya (qui correspond à peu près à l'Ionie) et le Pays de la rivière Seha (entre la Troade et l'Ionie, ainsi que certaines îles de la mer Égée dont Lesbos). Le traité avec Muwatalli II le mentionne ainsi parmi les « quatre rois de l'Arzawa » avec Manabartahunta, du Bakırçay, Kubantakurunta de Mira-Kuwaliya et Urahattusa de l'Hapalla. Les liens entre Wilusa et la région d'Arzawa semblent cependant ténus : « le traité d'Aleksandu est le seul texte à catégoriser Wilusa comme un pays d'Arzawa » et même dans ce texte Wilusa est « bien séparé des références à l'Arzawa ». Pour les Hittites, la région constitue peut-être moins un ensemble culturel et politique cohérent qu'un glacis géopolitique à maîtriser contre « l'intrusion d'un royaume mycénien en Anatolie occidentale et sa capacité à soutenir des insurrections anti-hittites ». Selon Susanne Heinhold-Krahmer (de) et J. D. Hawkins, Wilusa n'était pas à proprement parler un « royaume », mais un « duché », établi par Mursili II, le père de Muwatili II, dans le cadre d'un fractionnement du royaume d'Arzawa.

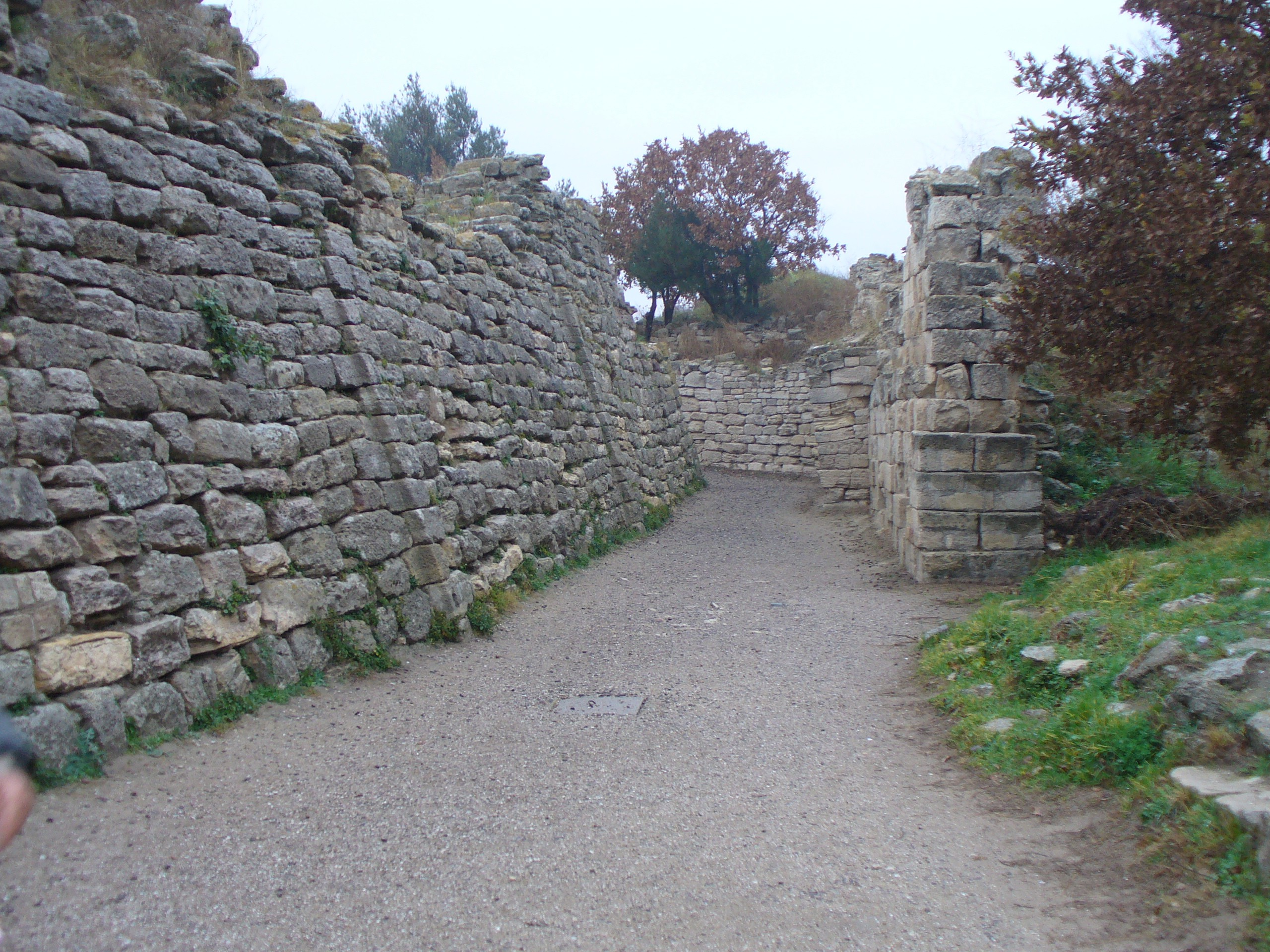
Murs de Troie VII, niveau archéologique correspondant au règne d'Alaksandu.

La situation politique de la cité se complique à partir du XIVe siècle av. J.-C. Le royaume d'Ahhiyawa (potentiellement identifié aux Achéens d'Homère) mène des raids successifs sur ces marches occidentales de l'empire hittite. Lors de certaines de ces expéditions, des États-clients font défection. L'Arzawa et le Mira-Kuwaliya s'allient avec les envahisseurs, entraînant une intervention militaire impériale : Mursili II prend et rase entièrement la ville de Milet. Si les allégeances d'autres États-clients s'avèrent fluctuantes (« Les loyautés du Pays de la rivière Seha étaient clairement changeantes »), Wilusa demeure fermement dans l'orbite hittite. Dans le traité, Muwatalli II fait état des relations amicales entre son grand-père, Suppiluliuma Ier, et le prédécesseur d'Alaksandu, Kukkunni, qui n'est pas attesté par ailleurs.
Alaksandu succède à Kukkuni dans un contexte toujours instable. Le site archéologique de Troie porte la trace de « préoccupations croissantes pour la sécurité de la ville » : la citadelle est élargie et sa protection est renforcée (avec l'ajout d'une tour) afin d'abriter un plus grand nombre d'habitants. La cité est affaiblie par une conjonction de facteurs défavorables : un tremblement de terre (qui marque la limite entre les sites de Troie VI et de Troie VII), une épidémie de « peste » et, surtout, une série de raids menés par Piyama-Radu. Ce guerrier (probablement un membre de la famille royale de l'Arzawa, parfois rapproché du Priam homérique) mène une guerre continuelle contre les Hittites et leurs alliés pendant 35 ans. Les réseaux commerciaux de l'Anatolie sont durablement déstabilisés. Le site archéologique de Troie met en évidence un usage de plus en plus exclusif de la production locale au détriment des importations du monde égéen.

## Identité ethnique
L'identité ethnique d'Alaksandu est controversée. Le royaume de Wilusa utilisait vraisemblablement le louvite comme langue administrative, sans qu'il s'agisse nécessairement de la langue quotidienne de ses habitants. Les archives diplomatiques retrouvées à Hattusa ne semblent pas avoir nécessité de traducteur. En 1993, un sceau en langue anatolienne a été retrouvé sur le site archéologique d'Hissarlik (et constitue à ce jour le seul document écrit identifié). Pour Franz Starke, le nom du père de Pâris dans l'Iliade, Priam, est probablement dérivé de l'adjectif hittite Priiamuua’, « courageux ».
Pour autant, « la plupart des spécialistes s'accordent à penser que le nom ne peut pas être d'origine hittite ou louvite, mais représente un dérivé hittitisé ou louvitisé d'un nom d'un autre langage ». Le nom Alaksandu pourrait ainsi provenir du lydien,, d'un dialecte grec ou d'une langue méditerranéenne inconnue. Pour Alexandre Tourraix, le nom pourrait dénoter une appartenance à la sphère culturelle des Grecs du Nord-Ouest : « Alexandros est aussi un nom particulièrement répandu aux époques archaïque et classique, en Macédoine et chez les Grecs du Nord-Ouest : il n'est pas inconcevable qu'un prince "dardanien", régnant dans la région des Détroits, au contact de la Grèce du Nord et du Nord-Ouest, l'ait aussi porté. »
Dans la mesure où les deux autres monarques connus de Wilusa, Kukkuni et Walmu, portent des noms potentiellement hittites, Alaksandu serait peut-être un étranger, ayant acquis le pouvoir par des voies non conventionnelles. Le traité diplomatique de Muwatalli II précise ainsi qu'Alaksandu est venu au pouvoir « selon les mots de son père » et lui reconnaît le droit de désigner comme successeur les enfants de ses concubines : « Étant donné le profil cosmopolite de Wilusa, il serait possible qu'Alaksandu soit le fils de l'une des concubines de Kukunni ou que Kukunni ait adopté un homme exceptionnel d'origine grecque ». Cette situation politique particulière justifierait, en soi, l'existence du traité de Muwatalli II, le seul document diplomatique hittite conservé qui s'adressait directement à Wilusa : l'agrément impérial aurait été impératif pour conforter la légitimité d'un chef d'État mal établi.
Une conjecture très incertaine suppose que, sans être nécessairement grec, Alaksandu aurait adopté une identité hellène afin de s'attirer les faveurs des peuples voisins de Wilusa : « C. Watkins émet une hypothèse aussi ingénieuse, que, hélas, invérifiable, Alaksandus aurait été le "nom de guerre" ou plutôt de commerce, dans tous les sens de ce mot, d'un prince offrant ainsi à ses partenaires grecs du Second Millénaire une identité fort obligeamment hellénisée ». Ce double nom résulterait peut-être d'un mariage mixte, gréco-anatolien, ou de liens privilégiés avec les grecs.
Bachvarova émet l'hypothèse que l'hellénité réelle ou "inventée" d'Alaksandu aurait pu contribuer à réorienter Troie vers l'espace égéen : de tels résidents « mixtes » prépareraient l'intégration de la cité dans la culture grecque archaïque de l'âge sombre.

## Règne
La position initiale d'Alaksandu est vraisemblablement très délicate. Au terme d'une succession peut-être illégitime, il prend les rênes d'une cité fragilisée par des destructions matérielles et des raids incessants.
Le rebelle Piyama-Radu fait de Wilusa et du Pays de la rivière Seha ses cibles prioritaires. Son armée pille Lesbos et se saisit du territoire de Wilusa, entraînant l'intervention des armées hittites sous le commandement de Gassu,. L'étendue de cette occupation est incertaine. Il n'y a en effet aucune trace d'affrontement guerrier sur le site archéologique de Troie à cette époque. Pour concilier les sources textuelles hittites et les données archéologiques, Charles Rose émet deux hypothèses plausibles : Piyama-Radu aurait pu se saisir de la région de Wilusa, mais non de sa citadelle, ou bien la citadelle, indéfendable après le tremblement de terre, aurait été purement et simplement abandonnée par ses occupants. Les Hittites reprennent le contrôle de ces territoires dans des circonstances mal connues, mais ils ne parviennent pas à arrêter Piyama-Radu, qui reprend ses raids au cours des années suivantes.
Les royaumes mycéniens voisins semblent avoir directement encouragé ces forces anti-hittites. Une lettre plus tardive d'Hattushili III (frère puis successeur de Muwatalli II) au roi des Ahhiyawa lui reproche d'avoir protégé et abrité ces forces rebelles : « Selon cette rumeur, quand il quitte sa femme, ses enfants et sa maison dans le pays de mon frère, votre pays lui accorde sa protection! Mais il cause des dommages constants dans mon pays ! Et chaque fois que je m'oppose à lui, il revient dans votre pays ! » En l'état actuel des données historiques, cette guerre par procuration constitue l'un des plus proches équivalents documentés de la guerre de Troie. La lettre mentionne également un règlement mystérieux du contentieux entre l'empire hittite et le royaume des Ahhiyawa autour de Wilusa : « maintenant nous avons atteint un accord sur la question de Wilusa, pour laquelle nous étions conflit ». Ce conflit n'est pas nécessairement guerrier mais peut-être simplement diplomatique : « rien ne suggère que Wilusa ait réellement pris part à une guerre entre Ahhiyawa et les Hittites ».
S'il était exilé, Alaksandu est probablement rétabli sur son trône. C'est peut-être de l'occupation de Wilusa par Piyama-Radu, et dans une position plus précaire que jamais, qu'Alaksandu conclut le traité avec Muwatalli II : « après un désastre naturel et une intervention militaire, une alliance plus forte avec les Hittites semble la politique la plus prudente ». Dans le traité, il est non seulement tenu de porter assistance aux Hittites, mais aussi à leur vassal le plus influent dans la région, Kubantakurunta, roi de Mira.
Le traité établit une relation de vassalité entre le petit royaume de Wilusa et l'empire hittite. En l'échange de la protection impériale, Wilusa cède quelques pans limités de sa souveraineté. Pour l'essentiel, les concessions ne portent que sur sa politique étrangère : « les obligations du traité (du moins si l'on suit strictement le texte) sont exclusivement cantonnées à la politique étrangère. L'autonomie du vassal en matière de politique intérieure et économique n'est pas limitée (par exemple par le paiement d'un tribut ou par l'entretien d'une force militaire d'occupation permanente). Tant que Wilusa respecte les conditions, il demeure relativement indépendant. » Alaksandu est notamment tenu de fournir des contingents en support des grandes expéditions militaires menées par l'empereur. Trevor Bryce note ainsi que « des Wilusiens-troyens ont peut-être pris part à la bataille de Qadesh, au même titre que d'autres peuples anatoliens, au sein de la vaste armée de 50 000 hommes et chariots que Muwatalli opposa à Ramsès ».
Le reste du règne d'Alaksandu est inconnu. Un monarque postérieur de Wilusa est connu : Walmu (en). Il s'agit peut-être de son successeur direct. Une lettre du roi Tudhaliya IV de la deuxième moitié du XIIIe siècle av. J.-C. le montre en mauvaise posture. Détrôné, Walmu est contraint de s'exiler et sollicite l'aide de son suzerain.

## Alaksandu et Pâris
La correspondance hypothétique d'Alaksandu avec le personnage mythologique de Pâris Alexandre a été très largement discutée dans la littérature scientifique sur les Hittites et sur les racines historiques possibles de l'Iliade d'Homère. L'ouvrage de Joachim Latacz (en), Troy and Homer, lui consacre ainsi une section détaillée, incluant notamment une retranscription complète du traité.
L'hypothèse est évoquée dès 1924 par le linguiste Paul Kretschmer, en tant qu'indice supplémentaire corroborant l'affiliation de la Troie mythologique avec Wilusa : « Cet Alaksandus, Roi de Wilusa, nous rappelle spontanément ce personnage mythique d'Asie Mineure, Alexandros, qui, comme nous le savons, était le fils du Roi de la Troie homérique ». Pour le philologue Latacz, la théorie de Kretschmer n'a pas dû être bien accueillie en son temps : à une époque où le hittite était à peine déchiffré, elle devait paraître « fantasmagorique ».
L'identification de Wilusa avec le site archéologique d'Hisarlik (et, indirectement, la Troie homérique) a été confortée par l'un des événements du règne d'Alaksandu. Une correspondance d'un vassal hittite relate l'expédition de Piyama-Radu contre Wilusa. Le guerrier s'était d'abord attaqué à l'île de Lazba, qui correspond très probablement à Lesbos, soit une île suffisamment proche d'Hisarlik pour en être visible à l'œil nu. Pour Latacz, « C'était suffisant pour écarter tout doute raisonnable : la localité maintenant connue sous le nom turc d'Hisarlik était connue en hittite dans le second millénaire av. J.-C. sous le nom de Wilusa ou Wilusija et en grec sous le nom de Wilios. » Un colloque sur Troie organisé en décembre 1998 à l'université de Wurtzbourg réévalue la dimension historique de l'œuvre d'Homère : « au moins en ce qui concerne le nom de Troie, l'histoire d'Homère n'était pas qu'une œuvre de pure imagination ».
Pour Mary R. Bachvarova le fond historique de l'Iliade serait peut-être également décelable dans « l'allégeance d'Apollon avec Troie ». Le traité de Muwatalli II se place sous le patronage de plusieurs divinités locales de Wilusa, dont Apaliunas. Plusieurs éléments archéologiques suggèrent qu'Apaliunas faisait l'objet d'un culte intense dans la cité-État. Ce nom a été rapproché de la divinité grecque Apollon. Or, chez Homère, Apollon apparaît comme l'un des principaux protecteurs de Troie et de Pâris : il aide ainsi le héros troyen à tuer Achille.
Malgré ces similarités, le processus de transposition littéraire d'Alaksandu en personnage de l'Iliade demeure hypothétique. Spécialiste des Hittites, Trevor R. Bryce émet l'hypothèse que des « ballades célébrant les exploits héroïques des grecs en Anatolie occidentale » auraient été « chantées à la cour des rois et des nobles mycéniens dès le XIIIe siècle av. J.-C. » Transmis de génération en génération, ces poèmes oraux auraient formé la base de la matière homérique : « tout ceci contribua à la fabrique de l'épopée : une longue tradition de conflits entre les peuples d'Anatolie occidentale et les grecs mycéniens ou leurs agents, un État du nord-ouest de l'Anatolie qui peut avoir été à plusieurs reprises au cours du XIIIe siècle av. J.-C. une victime de ces conflits et la destruction finale et l'abandon de ce lieu ». Wolfgang Kullman ne retient pas cette hypothèse : « La possibilité que le nom d'un monarque de Troie VI vers 1280 av. J.-C. a été transmis par la tradition poétique orale grecque peut être exclue ». Il admet cependant que le nom d'Alaksandu, vaguement conservé dans la mémoire collective, aurait pu être repris par les bardes du VIIIe siècle av. J.-C. pour conférer à leur épopée « une couleur locale ». Dans la même perspective, Bachvarova évoque la possibilité que des listes dynastiques anatoliennes aient « conservé la mémoire d'Alaksandu ».